# Четвърта династия на Древен Египет
IV династия е династия фараони, управлявали Египет през 27 – 26 век пр.н.е. Това е първият период на разцвет на Древен Египет, известен със строителството на пирамидите край днешния град Гиза.
Първият фараон от тази династия е Снофру, за когото се знае, че е строител на три пирамиди. Той има петима синове, от които един става наследник на престола – Хеопс, строителят на Голямата пирамида в Гиза с височина 137,16 m. Хеопс от своя страна е наследен от строителя на втората по големина пирамида в платото – Хефрен. Третата е построена от петия фараон на IV династия Микерин, но тя е само некачествено копие на пирамидите на неговите предци. Последният фараон от IV династия, Шепсескаф, дори не успява да завърши гробницата си. При следващите династии практиката да се строят огромни пирамиди постепенно изчезва.